# John Hunter
John Hunter (Long Calderwood, 13 de febrero de 1728 - Londres, 16 de octubre de 1793) fue un cirujano y anatomista escocés, padre de la aproximación experimental a la medicina.[cita requerida]

## Biografía
Nacido en Long Calderwood en Escocia, fue el menor de 10 hermanos. En 1748 se mudó a Londres a estudiar y trabajar con su hermano William Hunter, anatomista. Pronto pasó a enseñar anatomía en la escuela fundada por su hermano, y tras ser cirujano militar desde 1760 hasta 1763, volvió a Londres para formar su propia consulta. Por entonces ya había logrado gran fama por la precisión de su trabajo, y la mayor parte del tiempo que había servido en la escuela de su hermano había trabajado creando finas preparaciones de tejidos humanos y animales tanto conservados en licores como secas.
En 1767 es nombrado Fellow de la Royal Society y según su fama aumenta, obtiene los cargos de cirujano del St. George's Hospital (1768), cirujano del rey Jorge III de Inglaterra (1776), subdirector cirujano del ejército (1786) y cirujano general del ejército (1789). 
En 1783 se muda a Leicester Square donde abre su colección de preparaciones, rarezas y animales al público en forma de museo. Muere en 1793 tras complicarse su angina tras una discusión acerca de qué alumnos aceptar en el St. George's Hospital. 
Desde alrededores de 1770 a John Hunter se le conocía como coleccionista de rarezas. Sus trabajos como maestro de anatomía le habían llevado a entablar amistades en los bajos fondos, sobre todo con los denominados resurreccionistas para lograr cadáveres frescos para sus alumnos. Los alumnos a los que enseñó en la escuela de su hermano y en su propia escuela exportarían la dependencia a los resurreccionistas al resto del mundo. Los cadáveres también le suplían de nuevas rarezas patológicas que coleccionar, y le permitían ahondar en su investigación sobre el cuerpo humano. Al mismo tiempo, su fascinación por la vida en su conjunto, le llevó a experimentar con animales en vida en su casa de campo (en aquellos tiempos situada en Earls Court) y a cuidar de un gran número de animales exóticos. 
En 1785 recogió en una jeringa caliente el semen de un comerciante con hipospadia y lo inyectó en la vagina de su mujer, realizando la primera inseminación artificial en un ser humano en la historia.
Su casa de dos fachadas en Leicester Square cuya fachada principal atendía a los ricos clientes durante el día y la fachada trasera daba a un callejón donde los resurreccionistas entregaban los cadáveres para su escuela de anatomía inspiró a Robert Louis Stevenson a la hora de escribir El extraño caso del Dr. Jekyll y Mr. Hyde.
John Hunter fue sepultado inicialmente en la iglesia St Martin-in-the-Fields; sin embargo, en 1859, sus restos fueron trasladados a la abadía de Westminster.

### Charles Byrne
Charles Byrne (1761-1783), el gigante irlandés, medía 2,31. Se exhibió como fenómeno de feria. Se dice que pagó a varios compinches para que a su muerte le echaran al mar. Su esqueleto lo podemos ver en el Museo de Cirujanos de Londres gracias al anatomista escocés John Hunter. Las investigaciones realizadas descubrieron que el gigantismo lo provoca una alteración de la glándula pituitaria que segrega una producción indiscriminada de hormonas del crecimiento. En la actualidad se ha pedido cumplir el deseo de este hombre aunque sea casi 230 años después.

## Obra
John Hunter dedicó especial atención a:
- El desarrollo tanto de los fetos humanos como animales.
- El desarrollo óseo y los dientes, asentando las bases de la odontología.
- Las heridas de bala.
- Las inflamaciones.
- Las enfermedades venéreas.
- La fisiología comparada, usando modelos animales para investigar enfermedades y heridas en humanos.
- Primero en notar cambios en la velocidad de sedimentación globular debido a una enfermedad[3]